# Фалкара
Фалкара (на английски: Falcarragh; на ирландски: An Fál Carrach) е град в северната част на Ирландия, графство Донигал на провинция Ълстър. Разположен е на около 1 km от брега на залива Тори Саунд. Намира се на 46 km северозападно от най-големия град в графството Летъркени и на 74 km също на северозапад от главния административен център на графството град Лифорд и североирландската граница. 
Имал е жп гара от 9 март 1903 г. до 6 януари 1947 г.  Населението на града е 842 жители от преброяването през 2006 г. 
Филмът от 1992 г. Човекът от гарата с участието на Доналд Съдърланд и Джули Кристи е частично заснет на гарата.

## Известни личности
- Етни Койл - ирландска активистка, революционерка. [3]
- Киаран Бери - ирландско-американски поет,  израства във Фалкара.[4]
- Хю Макфадън - поет, литературен критик и журналист, прекарва част от детството си във Фалкараг и Нютаун, откъдето произхожда семейството на баща му.
- Майкъл Дохърти, войник